# 国連番号
国連番号（こくれんばんごう、英語: United Nations Number 、略称：UN No.）とは国連経済社会理事会に設置された危険物輸送専門家委員会の国際連合危険物輸送勧告の中で、輸送上の危険性や有害性がある化学物質に付与された番号である。
番号の付与方法は制定順の通し番号で、番号自体に意味は無い。
この番号付与されている化学物質は危険有害性があると判断することができる。
危険物輸送専門家委員会の勧告では、危険有害性を大きく9クラスに分類されており、さらにいくつかの分類に分けられており、これを国連分類と呼ぶ。
- 1:火薬類
- 2:ガス
- 3:引火性液体
- 4:可燃性固体
- 5:酸化性物質
- 6:毒物及び伝染性病原体等
- 7:放射性物質等
- 8:腐食性物質等
- 9:有害性物質

北米番号 (英: NA Number, North American Number)
国連番号と互換性があり、通常、英: UN/NA Number(国連/北米番号)として参照される。検索および情報提供はアメリカ海洋大気庁が提供するサイトにて行われている。